# Lou Koster

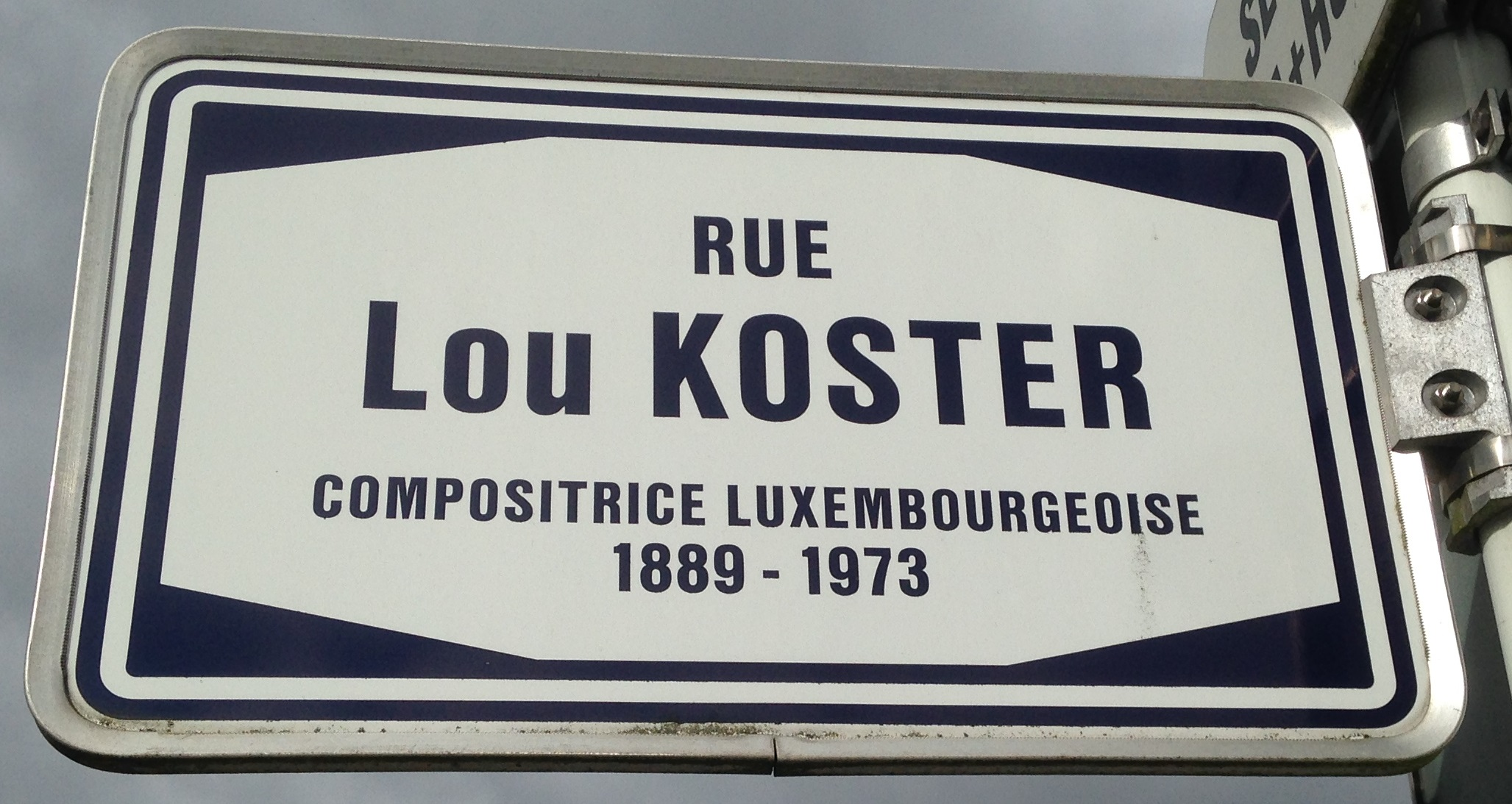
Nach Lou Koster benannte Straße in Belair (Luxemburg)

Lou Koster (eigentlich Marie Louise Koster; * 7. Mai 1889 in Luxemburg; † 17. November 1973 ebenda) war eine luxemburgische Komponistin und Pianistin. Außerdem intonierte sie zu Stummfilmen, war Konzertveranstalterin und fungierte als Musikpädagogin und Orchesterleiterin. Sie und die fast gleichaltrige Helen Buchholtz gelten als die ersten Komponistinnen Luxemburgs.

## Familie und Beruf
Lou Koster war zweites von fünf Kindern von dem Bahnbeamten Jean Johann Koster (1852–1919) und Emma, geborene Hoebich (1865–1950). Ihr Großvater Franz Ferdinand Bernhard Hoebich (1813–1900), dessen Vorfahren in Schlesien beheimatet waren, war allererster Kapellmeister Luxemburger Militärmusik und übernahm die musikalische Ausbildung in elementarer Musiktheorie, Klavier und Geige für Lou und ihre Schwester Lina (1891–1938). In den letzten Jahren des Stummfilmes spielten die drei Mädchen Lou, Lina und Laure (1902–1999) in den Luxemburger Kinos zu den Filmen Klavier und Geige, um sich etwas Taschengeld zu verdienen. Nach dem Tod des Großvaters verbrachte Lou etwa zwei Jahre bei ihrer musikbegabten Tante Anna Hoebich in Paris, wo sie auch Französisch erlernte.
1906 wurde Lou Koster eine der ersten Schülerinnen des im gleichen Jahr gegründeten Konservatoriums der Stadt Luxemburg, wo sie ihre Studien neben Klavier und Geige auch mit Solfège und Harmonielehre weiterführte. Ihre wichtigsten Lehrer waren Joseph Keyseler (1879–1953) and Marie Kühn-Fontenelle (1875–1952). Von 1908 bis 1954 unterrichtete sie dann selbst an dieser Hochschule, im Fach Klavier. Am 1. Mai 1908 wurde sie mit nur 19 Jahren Lehrbeauftragte für Violine und Klavier. 1922 erhielt sie eine Hilfslehrstelle und nach ihrer Beförderungsprüfung (eine Art Ausbildereignungsprüfung) 1933 erhielt sie eine ganze Lehrbeauftragtenstelle mit entsprechendem Gehalt. Zu ihrem 65. Geburtstag am 7. Mai 1954 endete ihre Anstellung am Konservatorium. Danach widmete sie sich gänzlich dem Komponieren.
In den 1960er Jahren gründete sie das Vokal-Ensemble Onst Lidd in der Absicht, Luxemburger Liedgut einer größeren Öffentlichkeit zugänglich zu machen, tatsächlich wurden aber überwiegend ihre eigenen Werk aufgeführt.
In den ersten Jahren nach dem Zweiten Weltkrieg war Lou Koster auch als Schwimmsportlerin aktiv und erfolgreich. So wurde sie beispielsweise 1949 mit einem goldenen Ehrenabzeichen der Schwimmsportfederation bedacht, über die das Escher Tageblatt berichtete.
Es bestand eine Freundschaft zu der Industriellengattin Aline Mayrisch de Saint-Hubert, die sich sowohl für die Stärkung der Rolle der Frau einsetzte als auch großes Interesse an Kunst und Literatur hegte. Lou Koster war wiederholt bei der Familie auf ihrem Sommersitz in Cabris nahe Grasse in Südfrankreich.

## Würdigung
Lou Koster wurde 1964 von der UGDA (Union Grand-Duc Adolphe) mit der höchstmöglichen Auszeichnung für ihr Lebenswerk gewürdigt. Es liegen zahlreiche Einspielungen mit verschiedenen Ensembles und Rundfunkanstalten vor.
In der Stadt Luxemburg wurde im Stadtteil Belair eine Straße nach ihr benannt, genauso wie in der Ortschaft Strassen.

## Werk
Neben ihrem Brotberuf, der Musikerziehung am Konservatorium, war sie eine produktive Komponistin. Die ersten fünfzehn Jahre veröffentlichte sie fast nicht. Auftritte mit ihren eigenen Werken fanden nicht statt. Während sie in ihrer ersten Lebenshälfte vorwiegend Unterhaltungsmusik komponierte, schuf sie zu ihrem Lebensende hin überwiegend Lieder in den drei im Land Luxemburg gesprochenen Sprachen. Offensichtlich wollte sie mit Deutsch und Französisch die engen Grenzen des Musikmarktes überwinden. Ihre Werke wurden in deutschen, luxemburgischen und belgischen Verlagen publiziert.
Koster hinterließ ein umfangreiches Œuvre von 322 Kompositionen, von denen 255 in vollständiger Fassung vorliegen, 41 gelten als verschollen und 26 sind nur in unvollständiger Form erhalten.
In ihrem Leben wechselten sich Phasen von großer Popularität mit Lebensabschnitten, in denen ihre Kompositionen kaum aufgeführt wurden. Sie litt in ihren ersten fünfzehn Jahren stark unter dem Einfluss ihrer Kolleginnen im Ausland, weshalb sie größtenteils im Geheimen komponierte. Ab 1933 wurden viele ihrer Orchesterwerke, vor allem ihrer Walzer und Märsche, von der Radiostation des Philharmonisches Orchester von Luxemburg gespielt. Ihr größter Erfolg war die Chorballade Der Geiger von Echternach, die sie mit 85 Lebensjahren beendete.
Ihre Werke lassen sich gliedern in:
- Weltliche Vokalwerke (Chorwerke, Kantaten)
- Werke für Kinderchor
- Klavierlieder
- Für zwei Singstimmen und Klavier
- Orchesterlieder
- Klavierwerke
- Kammermusik
- Orchesterwerke
- Blasorchesterwerke
- Bühnenwerke (Opern, Operetten)
- Märchenspiele
- Sammlungen (von Liedern oder Chorwerken)
- Sonstiges